# حبيبتي
حبيبتي، مجموعة شعرية من مؤلفات الشاعر العربي السوري نزار قباني، صدرت في عام 1961، عن دار الآداب للنشر والتوزيع في بيروت، لبنان.